# U-733
Unterseeboot 733 foi um submarino alemão do Tipo VIIC, pertencente a Kriegsmarine que atuou durante a Segunda Guerra Mundial.
O U-733 esteve em operação entre os anos de 1942 e 1945, não realizando nenhuma patrulha neste período.
Afundou após colidir contra outro U-boot em Gotenhafen, no dia 9 de abril de 1943, sendo após trazido à tona.
Foram abertos buracos em seu casco para afundar  no dia 5 maio de 1945 após ser danificado por um bombardeio aliado.

## Comandantes
| Comandante               | Data                                        |
| ------------------------ | ------------------------------------------- |
| Oblt. Wilhelm von Trotha | 14 de novembro de 1942 - 11 de maio de 1943 |
| Oblt. Hans Hellmann      | 15 de dezembro de 1943 - 3 de março de 1945 |
| Oblt. Ulrich Hammer      | 1 de abril de 1945 - 5 de maio de 1945      |

## Subordinação
Durante o seu tempo de serviço, esteve subordinado às seguintes flotilhas:
| Período                                          | Flotilha                                      |
| ------------------------------------------------ | --------------------------------------------- |
| 14 de novembro de 1942 - 11 de maio de 1943      | 8. Unterseebootsflottille (treinamento)       |
| 15 de dezembro de 1943 - 28 de fevereiro de 1945 | 21. Unterseebootsflottille (submarino escola) |
| 1 de março de 1945 - 5 de maio de 1945           | 31. Unterseebootsflottille (treinamento)      |

## Coordenadas
1. ↑  em posição 54° 48' N 9° 49' E